# Giada Colombo
Giada Colombo (Vaprio d'Adda, 23 marzo 1992) è una canottiera italiana.
Come apice della propria carriera sportiva, ha ottenuto due medaglie di argento nel 2012 agli europei di canottaggio a Varese con due diversi scafi.

## Palmarès
| Anno | Manifestazione | Sede     | Evento            | Risultato | Note |
| ---- | -------------- | -------- | ----------------- | --------- | ---- |
| 2012 | Europei        | Varese   | Due di coppia     | Argento   |      |
| 2012 | Europei        | Varese   | Otto              | Argento   |      |
| 2013 | Europei        | Siviglia | Quattro di coppia | Bronzo    |      |